# 麥景陶
麥景陶，CMG，OBE（Duncan William Macintosh，1904年5月5日—1966年9月14日）是香港在第二次世界大戰後的首任警務處處長，1946年─1954年在任。他於1946年到香港任職前，曾經任職於愛爾蘭及馬來亞殖民地警隊，於第二次世界大戰前擔任新加坡警察部隊隊長。第二次世界大戰時，成為戰俘被日本皇軍關押在新加坡的集中營。

## 荣誉
- 英国
  -  圣米迦勒及圣乔治同袍勋章 (CMG)
  -  大英帝国官佐勋章 (OBE)

## 軼事
香港與中國大陸的邊境的碉堡──麥景陶碉堡，就是以麥景陶命名。
香港警察樂隊風笛隊禮服的長褲格子就是屬於麥景陶的蘇格蘭家族。